# Författarmuseum
Ett författarmuseum är ett personmuseum, som är uppbyggt runt en författares verk och levnad.
I Sverige finns 23 författarmuseer.